# Israelisch-südafrikanische Beziehungen
Die Israelisch-südafrikanische Beziehungen sind das zwischenstaatliche Verhältnis zwischen Israel und Südafrika. Im Jahr 1947 stimmte Südafrika für den UN-Teilungsplan zur Gründung Israels und gehörte zu den ersten Ländern, welche offizielle diplomatische Kontakte mit Israel etablierten. Anfangs distanzierte sich Israel vom Apartheid-Regime, begann jedoch ab 1967 eine enge Kooperation mit Südafrika, einschließlich der militärischen Zusammenarbeit bei u. a. Kernwaffentechnik. Bis 1987 unterhielt Israel auch enge Wirtschaftsbeziehungen, sah sich aber 1987 auf amerikanischen Druck hin gezwungen, Sanktionen gegen Südafrika zu verhängen. Nach dem Ende der Apartheid im Jahr 1994 begannen sich die Beziehungen zu verschlechtern. Nelson Mandela besuchte Israel, äußerte sich aber kritisch über die Behandlung der Palästinenser. 2019 stufte Südafrika die Beziehungen zu Israel als Reaktion auf die Tötung von Demonstranten im Gazastreifen herab. 2023, während des Krieges zwischen Israel und Hamas, verklagte Südafrika Israel vor dem Internationalen Gerichtshof und beschuldigte es, unter Verletzung der Völkermordkonvention einen Völkermord an den Palästinensern in Gaza zu begehen.

## Geschichte

### Frühe Beziehungen (1947–1967)
Die Südafrikanische Union gehörte zu den dreiunddreißig Staaten, die 1947 für den Teilungsplan der Vereinten Nationen (UN) stimmten, der die Gründung eines jüdischen Staates in Palästina befürwortete. Am 24. Mai 1948, neun Tage nach der Unabhängigkeitserklärung Israels, erkannte die südafrikanische Regierung von Jan Smuts als siebte ausländische Regierung den Staat Israel de facto an. Smuts war ein langjähriger Unterstützer des Zionismus und ein persönlicher Freund von Chaim Weizmann. Um 1949 lebten in Südafrika knapp 120.000 Juden, die wichtige finanzielle Unterstützung für die zionistische Bewegung in den Jahrzehnten nach der Balfour-Erklärung geleistet hatten. Diese war in der South African Zionist Federation organisiert und schickte 1948 mit Erlaubnis der Regierung Südafrikas Güter im Wert von 1,2 Millionen US-Dollar nach Israel. Auch Smuts Nachfolger Daniel François Malan von der National Party, die das Apartheidsystem einführte, führte diese israelfreundliche Politik weiter. Die südafrikanische Regierung erkannte Israel am 14. Mai 1949 de jure an. Offizielle diplomatische Beziehungen zwischen den beiden Ländern wurden im selben Jahr mit der Eröffnung des israelischen Generalkonsulats in Pretoria aufgenommen. 1951 besuchte der israelische Außenminister Mosche Scharet Südafrika und 1953 besuchte Malan als erster Premierminister persönlich Israel. Nach seiner Wahl 1958 versicherte Premierminister Hendrik Verwoerd den jüdischen Südafrikanern, dass er die von seinen Vorgängern Malan und J.G. Strijdom eingeleitete freundschaftliche Politik fortsetzen werde. Dafür und dass er „Israel geholfen hat, seinen heutigen Status zu erreichen“, wurde ihm 1959 von einem Knessetmitglied, Mordechai Nurock, öffentlich gedankt.
Trotz der guten Beziehungen versuchte Israel sich vom südafrikanische Apartheidsystem zu distanzieren, bzw. dieses nicht offen zu legitimieren. In den 1960er Jahren kritisierte Israel die südafrikanische Regierung immer deutlicher und stimmte in der UNO häufig gegen Südafrika und die Apartheid. Im Oktober 1961 stimmte Israel bei den Vereinten Nationen für die Blockade einer Rede des südafrikanischen Außenministers Eric Louw. Israel und die Niederlande waren die einzigen beiden westlichen Staaten, die dies unterstützten. Der südafrikanische Premierminister Verwoerd wies ein israelisches Votum gegen die südafrikanische Apartheid bei den Vereinten Nationen mit den Worten zurück: „Israel ist nicht konsequent in seiner neuen Anti-Apartheid-Haltung … sie haben den Arabern Israel weggenommen, nachdem die Araber dort tausend Jahre lang gelebt haben. Darin stimme ich mit ihnen überein. Israel ist, wie Südafrika, ein Apartheidstaat.“ Im Oktober 1962 stimmte Israel in der UN-Generalversammlung für die Resolution 1761, die die Apartheid scharf verurteilte und Sanktionen gegen Südafrika forderte. Im Oktober 1963 erklärte die damalige israelische Außenministerin Golda Meir vor der UN, dass Israels „tiefe Abscheu vor allen Formen der Diskriminierung aufgrund von Ethnie, Hautfarbe oder Religion … aus unseren uralten spirituellen Werten und aus unserer langen und tragischen historischen Erfahrung als Opfer herrührt“. Diese Aussagen führten dazu, dass beide Länder ihre diplomatischen Kontakte einschränkten, während sich Israel gleichzeitig den postkolonialen Ländern Subsahara-Afrika annäherte.

### Enge Kooperation (1967–1987)
1967 entfremdete Israels Sieg im Sechs-Tage-Krieg und die anschließende Besetzung des Sinai, Gazas, der Golanhöhen und des Westjordanlandes das Land diplomatisch von einem Großteil der Dritten Welt und Subsahara-Afrika, deren nationalistische Bewegungen Israel als Kolonialstaat zu betrachten begannen. Vor allem auf südafrikanischer Seite wurden Anstrengungen unternommen, um die Handels- und Wirtschaftskontakte zu stärken, was durch eine israelisch-südafrikanische Freundschaftsliga und eine israelisch-südafrikanische Handelsvereinigung erleichtert wurde, die beide 1968 gegründet wurden. Premierminister Vorster verkündete im April 1971 „Wir sehen die Lage und die Probleme Israels mit Verständnis und Sympathie. Wie wir haben sie mit der Infiltration von Terroristen über die Grenze zu kämpfen; und wie wir haben sie Feinde, die auf ihre Zerstörung aus sind.“ 1972 wurde die südafrikanische Vertretung in Tel Aviv zu einer Botschaft erhoben. Mit dem Jom-Kippur-Krieg 1973 war Israel in Afrika fast völlig isoliert und nur noch vier afrikanische Staaten unterhielten Beziehungen zu den Israelis. Dies stärkte das Bündnis mit Südafrika als einem der letzten verbliebenen Verbündeten. In den 1970er Jahren begann Israel in der Folge gegen die Verurteilung der Apartheid und Südafrikas in der UN zu stimmen. Südafrika revanchierte sich, indem es sich bei einer Abstimmung, in der die israelische Annexion von Ost-Jerusalem verurteilt wurde, der Stimme enthielt. Israel distanzierte sich öffentlich allerdings weiterhin von der Apartheidpolitik.
Die strategischen Beziehungen zwischen beiden Länder gewannen 1975 mit dem Abschluss des Israel–South Africa Agreement ein neues Gewicht, welches eine heimliche militärische Kooperation einrichtete, womit Israel das Waffenembargo gegen den international isolierten Apartheidstaat umging. Diese versteckte Allianz wurde während des Kalten Krieges auch von den Vereinigten Staaten unterstützt, die über Israel verdeckt mit Südafrika bei geheimen Operationen zur Zurückdrängung des Kommunismus in Afrika kooperieren konnte. So unterstützen die USA z. B. gemeinsam mit Israel und Südafrika die FNLA im Bürgerkrieg in Angola. Die Koordinierung zwischen den israelischen Verteidigungskräften (IDF) und den SADF war beispiellos, da sich die israelischen und südafrikanischen Generäle gegenseitig ungehinderten Zugang zu den Schlachtfeldern und Militärtaktiken des jeweils anderen gewährten. Ab Mitte der 1970er Jahre waren die beiden Länder angeblich an der gemeinsamen Entwicklung und Erprobung von Atomwaffen beteiligt. Laut Seymour Hersh war der Vela-Zwischenfall von 1979 beispielsweise der dritte gemeinsame israelisch-südafrikanische Atomtest im Indischen Ozean. Schon einige Jahre davor soll Israel Südafrika heimlich den Verkauf von Atomwaffen angeboten haben, während Südafrika Israel das Uran für sein Atomprogramm zur Verfügung stellte. Der britische Guardian schrieb, dass „Israel Fachwissen und Technologie bereitstellte, die für die Entwicklung der südafrikanischen Atombomben von zentraler Bedeutung waren.“
Diese engen sicherheitspolitischen Beziehungen wurden in den 1970er und 1980er Jahren auch auf die Bereiche Wirtschaft, Wissenschaft und Kultur erweitert. Es wurden Direktflüge zwischen Johannesburg und Tel Aviv eingeführt und zahlreiche Südafrikaner besuchten Israel und umgekehrt. Beide Seiten kooperierten eng bei Forschung und Entwicklung mit vielen Wissenschaftlern, die in den Ländern der jeweils anderen Seite arbeiten. Am heikelsten war vielleicht die große Gruppe israelischer Wissenschaftler, die in dem südafrikanischen Nuklearforschungszentrum Pelindaba arbeitete. Israel erkannte auf Wunsch Südafrikas auch die „unabhängigen“ Homelands an und etablierte wirtschaftliche Beziehungen mit diesen. Gegen Ende der 1980er Jahre kam es innerhalb der Regierung allerdings zu Streitigkeiten zwischen liberalen Intellektuellen wie Jossi Beilin im Außenministerium, die sich von der weißen Minderheitsregierung in Südafrika distanzieren wollten und dem militärischen Establishment in Israel, welche die Kooperation weiterführen wollte. Außenminister Schimon Peres vertrat einen Mittelweg, indem er erklärte, dass Israel eine antisüdafrikanische Kampagne nicht „anführen“, jedoch dem Ansatz der westlichen Länder folgen würde. Israel verkündete im März 1987 keine neuen Militärabkommen mehr zu unterzeichnen und schloss sich auf Druck der Reagan-Regierung in den USA im September 1987 den internationalen Sanktionen gegen Südafrika an, einschließlich des Verbots neuer Investitionen und des staatlichen, wissenschaftlichen, sportlichen und kulturellen Austauschs.

### Nach dem Ende der Apartheid (1994–2009)

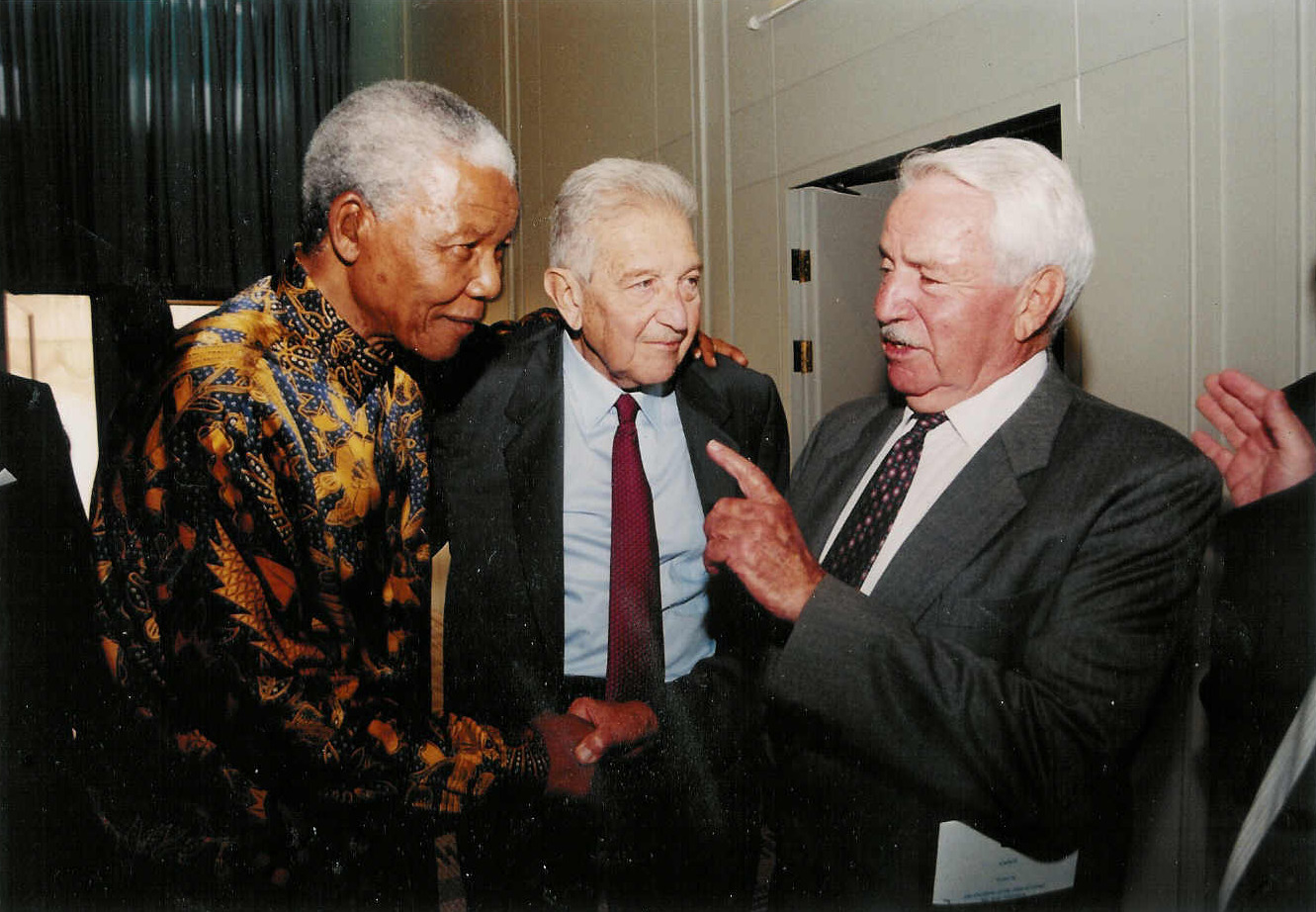
Nelson Mandela mit dem israelischen Präsidenten Ezer Weizmann und Syd Cohen (1999)

Die Sanktionen blieben in Kraft, bis in Südafrika Verhandlungen zur Beendigung der Apartheid geführt wurden: Am 14. Juli 1991 hob Israel seine Sanktionen auf, vier Tage nachdem die Vereinigten Staaten dasselbe getan hatten. 1994 fanden in Südafrika die ersten demokratischen Wahlen statt, und Nelson Mandela wurde zum Präsidenten gewählt. In einer Rede im August 1993 hatte Mandela erklärt, dass seine Partei, der ANC, „äußerst unglücklich“ über die enge Beziehung Israels zum Südafrika der Apartheid-Ära sei, jedoch auch Bereitschaft signalisierte darüber hinwegzusehen, wenn ein Palästinenserstaat gegründet werde. Er verkündete „Wir bestehen auf dem Recht des Staates Israel, innerhalb sicherer Grenzen zu existieren, unterstützen aber mit gleicher Entschiedenheit das Recht der Palästinenser auf nationale Selbstbestimmung.“ Im September 1995 stattete der südafrikanische Außenminister Alfred Nzo Israel einen offiziellen Besuch ab, bei dem die beiden Länder ein Abkommen zur Einrichtung einer gemeinsamen Kommission für Zusammenarbeit unterzeichneten. Im folgenden Jahr handelte die Kommission fünf bilaterale Kooperationsabkommen in den Bereichen Landwirtschaft, Tourismus, Kultur, Umwelt und Wissenschaft sowie Naturschutz aus. Im Oktober 1999 besuchte Präsident Mandela Israel bei einem Staatsbesuch.

#### Zunehmende Entfremdung (seit 2010)
Die Beziehungen beider Länder entwickelten sich nach dem Ende der Apartheid zuerst positiv. So wurde 2004 ein gegenseitiges Investitionsabkommen unterzeichnet (2014 aufgekündigt) und zwischen 1997 und 2010 stieg das bilaterale Handelsvolumen von 475 Millionen US-Dollar auf 1,03 Milliarden US-Dollar an. Spätestens in den 2010er Jahren begann jedoch die anhaltende Besetzung von Palästinensergebieten die Beziehungen beider Länder zu belasten. In Wahlen vor der UN-Generalversammlung begann Südafrika nun immer häufiger antiisraelischen initiative zuzustimmen. Nach dem Ship-to-Gaza-Zwischenfall zog Südafrika für kurze Zeit seinen Botschafter ab. Südafrika zog am 14. Mai 2018 seinen Botschafter nach der Tötung von Protestlern im Gazastreifen auf unbestimmte Zeit ab. Der ANC veröffentlichte eine Mitteilung, die die Aktionen der Palästinenser mit „unserem Kampf gegen das Apartheidregime“ verglich. Außerdem wurde das israelische Militär der „gleichen Grausamkeit“ wie Hitler bezichtigt und erklärt, dass „alle Südafrikaner aufstehen und Israel als den Paria behandeln müssen, der es ist“. Im April 2019 kündigte die südafrikanische Außenministerin Lindiwe Sisulu an, dass der Botschafter nach Ablauf seiner Amtszeit nicht ersetzt und die Botschaft in Tel Aviv zu einem Verbindungsbüro herabgestuft werden würde.

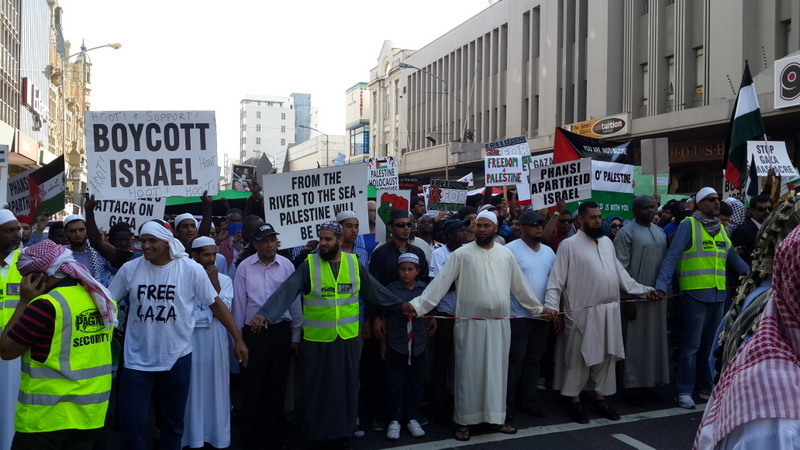
Proteste in Durban gegen Israels Kriegsführung in Gaza (2024)

Während des Krieges zwischen Israel und der Hamas nach dem Terrorangriff der Hamas auf Israel 2023 eskalierte die Situation zwischen beiden Seiten weiter. Am 21. November 2023 stimmte das südafrikanische Parlament mit 248 zu 91 Stimmen für einen parlamentarischen Antrag der Economic Freedom Fighters, in dem die Schließung der israelischen Botschaft in Südafrika und der Abbruch der diplomatischen Beziehungen zwischen Südafrika und Israel gefordert wurde, bis Israel einem Waffenstillstand im Gazastreifen zustimmt. Im Dezember 2023 reichte Südafrika die Klage Südafrika gegen Israel vor dem Internationalen Gerichtshof ein, welches Israel Verstöße gegen die Völkermordkonvention bezichtigte. Im Gegenzug beschuldigte die israelische Regierung Südafrika der „Blutlüge“.